# عبدالحمید حمدی
عبدالحمید حمدی (انگلیسی: Abdel Hamid Hamdi؛ زادهٔ) بازیکن فوتبال اهل مصر است.
وی همچنین در تیم ملی فوتبال مصر بازی کرده‌است.